# Peter Trint
Peter Trint (* 5. Oktober 1929 in Berlin) ist ein deutscher Architekt in Köln.

## Leben
1958 bildete er mit seiner Ehefrau Ursula Trint die Architektengemeinschaft P. + U. Trint.
Das Ehepaar gewann zahlreiche Wettbewerbe. Sie erhielten fünfmal den Kölner Architekturpreis.
Peter und Ursula Trint waren 1972 Sieger eines internationalen Wettbewerbs für den Bau des Sprengel Museums Hannover, für den 172 Teilnehmer Pläne eingereicht hatten.
Peter Trint ist Mitglied im Bund Deutscher Architekten.

## Werke (unvollständig)

### Bauten
- 1975 bis 1979, gemeinsam mit Ursula Trint und Dieter Quast: Sprengel Museum Hannover (1. Bauabschnitt)[2]

### Schriften
Unter der Autorschaft Trint erschienen zahlreiche Veröffentlichungen in Fachzeitschriften.